# Metratge cinematogràfic
El metratge cinematogràfic concerneix les mesures tradicionalment utilitzades en el medi del cinema per a mesurar la longitud d'un film segons la longitud de la pel·lícula emprada en el cas d'un film girat en fotoquímica.

## Classificació dels films
La noció de metratge de bon primer es va utilitzar per a classificar les pel·lícules segons llur longitud física. L'emergència del cinema digital i de nous suports de difusió, tals com els arxius en discs durs o altres, fent ambigua aquesta classificació. Aquesta evolució així ha reforçat un ús que consisteix a classificar els films segons la seva durada (en minuts).
A França, l'article 6 del decret n°99-130 del 24 de febrer de 1999 defineix legalment els límits:
Aquest decret encara és en aplicació tant a escala del CNC en el Codi del cinema i de la imatge animada, amb els articles D.210-1 i D.210-2, com a escala del CSA.
Existeix també des de fa molt de temps la noció de migmetratge, utilitzada freqüentment per a designar pel·lícules que sobrepassen 30 minuts en 35 mm, sigui almenys tres cintes, però inferiors en durada a 60 minuts. A França aquest metratge resta legalment inclòs en els metratges de  ..

## Arran d'un filmatge

### Filmació fotoquímica
Durant un filmatge fotoquímic, les pel·lícules verges essent condicionades en cintes de llargades estàndard, les càmeres tenen aquestes llargàries com a carregament màxim dels diferents magatzems o carregadors. Els condicionaments més difosos són 61 m (200 peus, 5 min en 16 mm i 2 min en 35 mm), 122 m (400 peus, 10 min 40 en 16 mm i 4 min en 35 mm) i 305 m (1 000 peus, 26 min 40 s en 16 mm i 11 min en 35 mm). Arran d'un filmatge, com que tota la pel·lícula no és pas impressionada amb imatges útils i la cadència de presa de vistes no essent pas necessàriament de 24 imatges per segon per cada pla (càmera lenta, accelerats...), és d'ús de parlar-ne en metres o en peus.

### Filmatge numèric (o digital)
Per a una filmació amb una càmera de casset, el metratge iguala la durada del casset. El casset tenint un cost ben inferior a de la pel·lícula de 35 mm, s'assisteix a la creació d'un munt de preses. Les memòries de massa reemplacen a poc a poc els cassets a l'arribada de les càmeres digitals destinades al cinema (4K).

## Qüestió d'història
Les pel·lícules dels començaments del cinema (1891-1899) són totes films la durada dels quals varia de 20 segons a 1 minut i mig, llevat dels primers dibuixos animats d'Émile Reynaud que duren d'1 minut i mig a 5 minuts. Doncs en principi és anacrònic de parlar de curtmetratge quan se'ls evoca, ja que la noció de curtmetratge s'oposa a la de llargmetratge, i que durant aquells anys heroics, no hi havia llargmetratges. Excepció que confirma la regla, la pel·lícula The Corbett-Fitzsimmons Fight és, a partir del 1897, el primer llargmetratge del cinema, que durava prop de 100 minuts, gràcies a un dispositiu molt simple, la sivella de Latham, que permetia de carregar una càmera i tot seguit un aparell de projecció, amb uns 300 metres de pel·lícula sense que aquesta es trenqués, un dispositiu patentat, la qual cosa explica per què aquest fou l'únic contraexemple de l'època.
Altrament, només hi havia films qualsevulla que fos llur llargada, si fa o no fa la mateixa en els 10 primers anys del cinema, d'u a cinc minuts. Thomas Edison fou qui, tot primer, utilitzà el mot anglais film per a designar les pel·lícules impressionades. Louis Lumière en deia vistes fotogràfiques animades, i Georges Méliès tableaux ('quadres' o 'paisatges'). La paraula film s'imposà petit a petit.
En canvi, la noció de cinta, per referència als 300 metres que no trigaren pas a utilitzar els explotadors de sales, quan pogueren ultrapassar els drets de Woodville Latham sobre la famosa sivella, fou internacionalment una mesura objectiva. Les pel·lícules d'una, dues o tres cintes (en anglès: one reel films, etc.) caracteritzaven el que anomenem avui curtmetratge, el llargmetratge no començà a funcionar sinó amb quatre bobines. Aquest encaminament portà més tard els legisladors a preocupar-se de definicions significants.